# Битва у Свольдера
Битва у Свольдера (или сражение у Свольда) — морское сражение, произошедшее в сентябре 1000 года у Свольдера в проливе Эресунн (по другой версии — у острова Рюген) между войсками норвежского конунга (короля) Олафа Трюггвасона и объединённой датско-шведско-хладирской коалиции. Битва была частью противостояния за власть в Норвегии между наследниками Харальда I Прекрасноволосого и датскими королями. Итогом битвы стала гибель Олафа Трюггвасона и временный переход Норвегии под власть Свена Вилобородого.

## Предпосылки
К Свольдерскому сражению привели политические, религиозные и династические причины. В 970 году в битве с датским королем Харальдом Гормсоном Синезубым погибает норвежский правитель Харальд II Серая Шкура. После этого формально Норвегия переходит под власть Дании, а Харальд Синезубый назначает своим наместником в Норвегии ярла Ладе (Хладира) Хакона Могучего. И, хоть правление Хакона на деле было независимым и самостоятельным, датские короли стали с тех пор также претендовать на норвежскую корону. Хакон был языческим правителем, Харальд Синезубый требовал от него принять крещение, однако тот отказался. В «Саге об Олаве сыне Трюггви» Снорри Стурлусона рассказывается о походе «конунга Отты» (Оттона II) с отрядом из франков, фризов, саксов, вендов против Харальда и Хакона. Согласно тексту саги Хакон соглашается, потерпев поражение, принять крещение, однако вскоре после ухода из Норвегии имперских войск он отказывается от веры.
Политика Хакона Могучего постепенно начинает вызывать недовольство населения. Хакон имел множество любовниц, причём некоторых из них он отбирал у представителей знати, проводил с ними несколько недель, а затем возвращал обратно, что настраивало знать против правителя. К тому же в Англии объявился законный наследник короля Харальда Прекрасноволосого, Олаф Трюггвасон, который решает вернуть престол. Ему удаётся склонить на свою сторону большую часть населения Норвегии, результатом чего стал разразившийся в 995 году мятеж, в ходе которого Хакон был убит. Олаф был провозглашён королём Норвегии на всеобщем тинге в Нидаросе.
Политика Олафа была направлена на распространение христианства и дальнейшее объединение земель. Крещение проходило достаточно жёстко, оно сопровождалось сожжениями, убийствами, разрушениями языческих капищ. Часть фюльков (земель) удалось крестить более или менее мирно, в некоторых Олаф предлагал на выбор крещение или поединок с ним, однако, так как Олаф, согласно саге считался самым могущественным воином, никто не решался выбрать второй вариант. Тем не менее, такая политика имела много противников среди ярлов, бондов и убежденных сторонников язычества. Оппозицию Олафу возглавили сыновья покойного ярла Хакона Могучего — Эйрик Хаконссон и Свейн Хаконссон. Они бежали ко двору датского короля Свена Вилобородого, который оставался язычником и добился власти в результате борьбы со своим отцом, христианским королём Харальдом Синезубым. Свен обещал ярлам поддержку, а те, в свою очередь, признали его верховную власть. Также к этому союзу присоединился шведский король Олаф Шётконунг.

## События, предшествовавшие битве
Источники по-разному трактуют события, непосредственно предшествовавшие битве. Основные источники - «Сага об Олаве сыне Трюггви» Снорри Стурлусона и «Сага об Олаве Трюггвасоне» монаха Одда, а также Адам Бременский и Historia Norwegie сообщают, что определённую роль в конфликте сыграли семейные отношения. Несколько лет назад Олаф Трюггвасон добивался руки шведской королевы Сигрид Гордой, вдовы короля Эрика Победоносного, однако та отказалась принять христианскую веру. Разразилась ссора, в ходе которой Олаф ударил Сигрид по лицу. Сигрид спокойно проговорила: «Это приведёт тебя к смерти». Позже Сигрид стала женой Свена Вилобородого, которого уговорила собрать войска против Олафа Трюггвасона, желая отомстить ему.

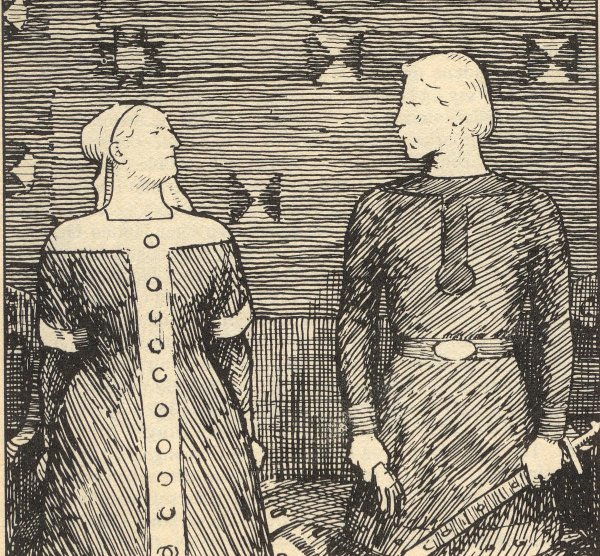
Олаф Трюггвасон предлагает брак Сигрид Гордой

В Норвегии Олаф вступил в брак с Тирой, дочерью Харальда Синезубого, таким образом став «братом» датскому королю. Одд Снорсон утверждает, что Свен Вилобородый желал выдать сестру за короля Болеслава Польского, который обещал Тире солидное приданое. Однако Тира, затаив обиду на брата, стала женой Олафа Трюггвасона, который с большим флотом отправился в землю вендов (предположительно, Польшу), чтобы забрать у Болеслава имущество Тиры. Вместе с Олафом на юг отправился ярл Сигвальд Струт-Харальдссон, вождь йомсвикингов, который до этого заключил со Свеном Вилобородым тайный союз против норвежского короля. Именно Сигвальд убедил Олафа, что ему нечего бояться, что датский король не готовит нападения. Олаф поддался на уговоры и отправил в Норвегию большую часть своего флота, оставив при себе всего 11 кораблей. Возвращаясь с флотом из Страны Вендов, Олаф был атакован многократно превосходившим его датско-шведским флотом.

## Битва

### Спорные моменты
Разные источники дают разные сведения о месте битвы и количестве кораблей у союзников.
| Источник          | Олаф Трюггвасон | Олав Шётконунг | Эйрик Хаконссон | Свен Вилобородый | В целом у союзников | Ссылка |
| ----------------- | --------------- | -------------- | --------------- | ---------------- | ------------------- | ------ |
| Одд Снорсон       | 11              | 60             | 19              | 60               | 139                 | [ 2 ]  |
| Ágrip             | 11              | 30             | 22              | 30               | 82                  | [ 3 ]  |
| Historia Norwegie | 11              | 30             | 11              | 30               | 71                  | [ 4 ]  |
| Монах Теодорикус  | 11              | -              | -               | -                | 70                  | [ 5 ]  |
| Rekstefja         | 11              | 15             | 5               | 60               | 80                  | [ 6 ]  |

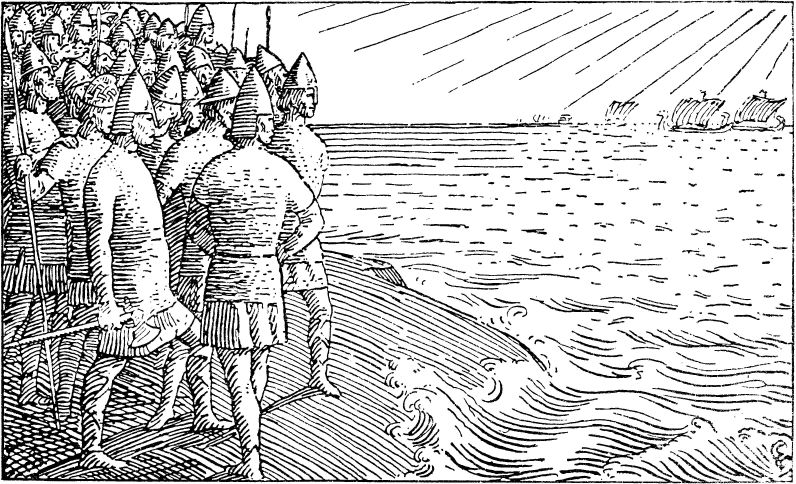
Союзники наблюдают за флотом Олафа Трюггвасона с берегов Свольдера

Также различна информация по поводу места и обстоятельств битвы. Адам Бременский сообщает, что битва произошла в проливе Эресунн, Historia Norwegie помещает сражение к берегам Зеландии, а монах Теодорикус пишет, что битва была «позади острова, называемого Свёльдер, что лежит недалеко от Славии». Датские хроники предполагают, что битва произошла в северогерманской бухте Шлей. Современные историки разделились — одни считают, что битва произошла у острова Рюген, другие придерживаются оригинальной точки зрения (Эресунн). В большинстве источников датой битвы считается 9 сентября 1000 года, Сага Одда допускает датировку 10 или 11 сентября, незначительные источники называют датой сражения сентябрь 999 года.

### Начало битвы
9 сентября Олаф начал движение со своими судами к Норвегии. Он спокойно проходил мимо датско-шведского флота, стоявшего у Свольдера, убеждённый ярлом Сигвальдом в том, что противники не нападут. В это время Эйрик Хаконссон, Олаф Шётконунг и Свен Вилобородый, занявшие удобную позицию, обсуждали атаку. Сам Олаф находился на корабле Великий Змей, называемом в саге самым большим и легендарным, про который ярл Эйрик сказал: «Даже если бы у Олава конунга не было ни одного корабля, кроме этого, то Свейн конунг никогда бы не захватил его с одним датским войском». Битва долго не начиналась, и воины уже стали обвинять ярла Эйрика Хаконссона в излишней медлительности и в том, что он не хочет мстить за своего отца. Тогда Эйрик решил начать битву.
Олаф понял, что предстоит сражение. Дружина просила его проследовать мимо и не вступать в бой с такой большой ратью, но конунг сказал: «Я никогда не бежал из битвы. Пусть бог распорядится моей жизнью, но я никогда не обращусь в бегство».
Носы кораблей были связаны и норвежцы с датчанами и шведами вступили в борьбу. Изначально успех сопутствовал именно Олафу. В Саге говорится, что его воины «очистили от людей» много кораблей Свена и Олафа Шётконунга. Ситуация изменилась, когда в сражение вступили воины Эйрика Хаконссона.

### Эпизод с Эйнаром Брюхотрясом

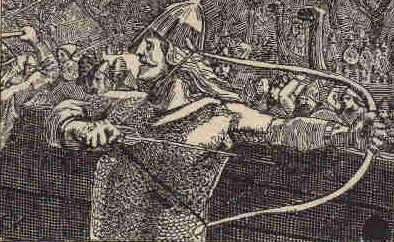
Эйнар Брюхотряс проверяет королевский лук

На корме Великого Змея находился знатный королевский лучник, будущий известный политический деятель, Эйнар Брюхотряс. Снорри Стурлусон говорит, что он был «самый меткий стрелок в войске». Во время боя он пустил стрелу в ярла Эйрика, однако та попала в штурвал, глубоко вонзившись в дерево. Следующая стрела пролетела, едва не задев бедро и руку Эйрика. Тогда ярл приказал своему воину Финну убить Эйнара Брюхотряса. Эйнар, в свою очередь, также натянул тетиву, однако посланная Финном стрела попала в древко лука Эйнара и разломила его пополам. Раздался страшный треск. Конунг Олаф Трюггвасон спросил:
— Что это лопнуло с таким треском? Эйнар отвечает:
— Лопнуло дело твое в Норвегии, конунг.
— Никогда не бывало такого громкого треска, — говорит конунг. — Возьми-ка мой лук и стреляй.
И он бросил ему свой лук. Эйнар взял лук, натянул тетиву на острие стрелы и сказал:
— Слаб, слишком слаб лук конунга.
И он бросил лук, взял свой щит и свой меч и стал сражаться.

### Смерть Олафа Трюггвасона

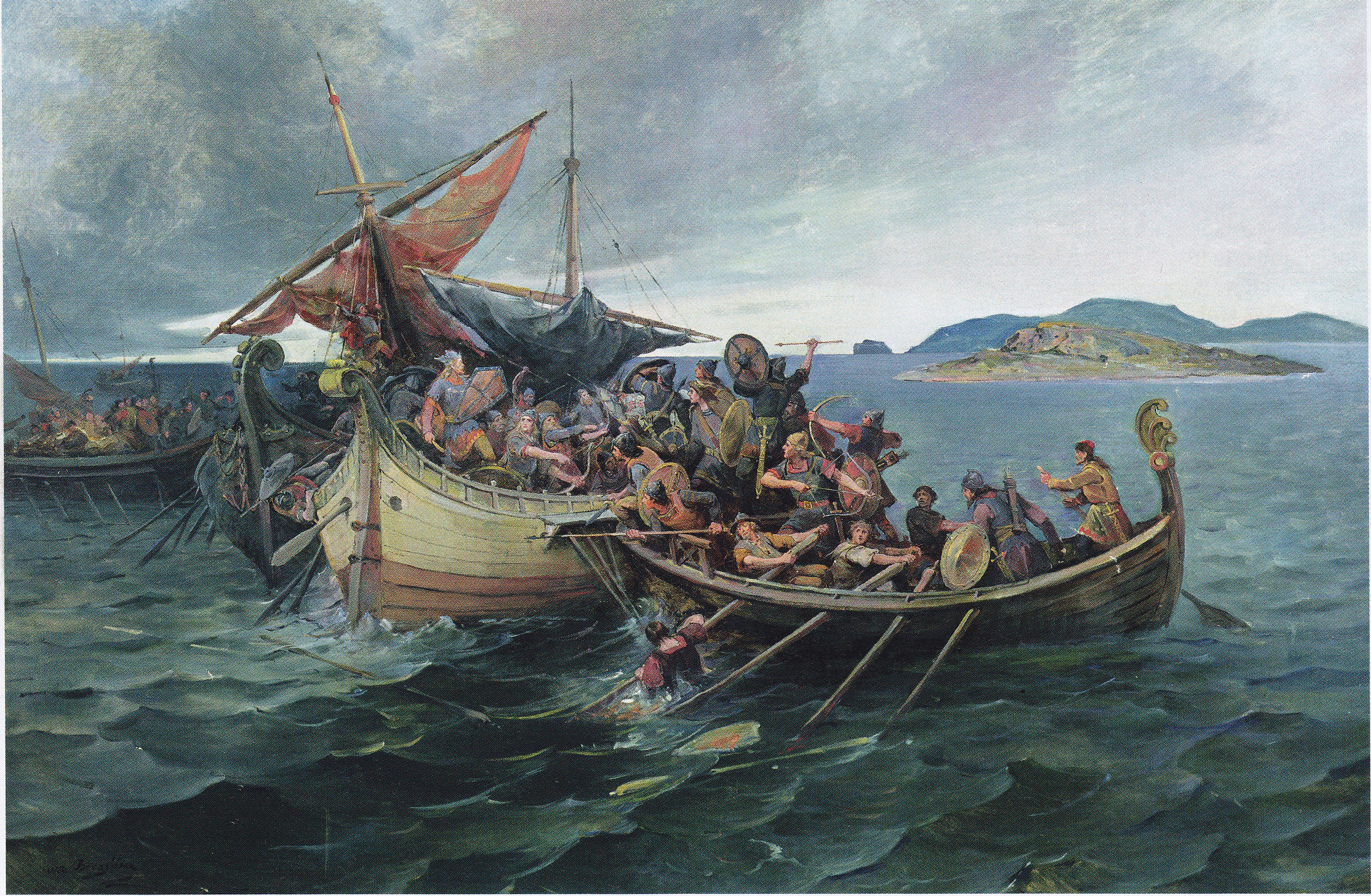
Нильс Бергслин. Йомсвикинги в битве у Свольдера, 1900 г.

Ситуация усложнялась. Ярл Эйрик поставил свой корабль вплотную к Великому Змею, воины сошлись в ближнем. К этому моменту все оставшиеся в живых воины Олафа перебрались на один корабль — Великий Змей. Самая ожесточённая битва шла на носу Змея. Эйрик несколько раз пытался прорваться сквозь воинов на корме, но всякий раз вынужден был отступать. Постепенно ряды войска норвежского конунга редели, бойцов становилось все меньше и меньше, они отступали на корму, освобождая борта корабля, по которым на Змея проникало все больше и больше воинов Эйрика. Однако норвежцы продолжали оказывать врагам упорнейшее сопротивление. В конце концов на Змее остались только Олаф и его окольничий Кольбьерн, который был одет точь-в-точь как конунг. Тогда они прыгнули за борт. Однако Кольбьерн опустил щит, поэтому в воде он оказался под ним, и воин не утонул. Кольбьерн был поднят людьми Эйрика, которые подумали, что это Олаф. Увидев же, что это не конунг, ярл Эйрик подарил Кольбьерну жизнь. Сам Олаф поднял щит над собой, и, как сказано у Стурлусона, «потонул в пучине».
Принято считать, что в битве при Свольдере конунг Олаф Трюггвасон погиб. Впрочем, скальд Халльфред Трудный Скальд сложил такую вису:
Живого ли славлю
Я вождя, иль умер
Сей потатчик крачки
Пляски палиц аса?
Разно бают вязы
Сеч, двояки речи.
Твердо лишь, что в буре
Стрел всесильный ранен.
Вероятно, легенда о том, что Олаф выжил и на корабле вместе с Астрид (сестрой Гейры, своей первой жены) вернулся в страну Вендов, является частью мифологического сюжета Спящий герой. Так как Олаф считается одним из самых популярных персонажей норвежской истории, он по праву был приравнен к «спящим под горой» королю Артуру, Фридриху Барбароссе, Карлу Великому и другим.

## Последствия

Раздел Норвегии после битвы у Свольдера.
Территория, управляемая Эриком Хоконарсоном (вассалом Свена Вилобородого).
Территория, управляемая Свейном Хоконарсоном (вассалом Олафа Шётконунга).
Территория под непосредственным управлением Свена Вилобородого.

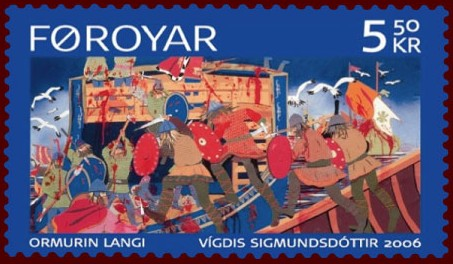
Почтовая марка Фарерских островов, изображающая фрагмент из Свольдерской битвы

Норвегия была разделена между тремя правителями по их предварительному сговору. Процесс христианизации Скандинавии вновь был остановлен, к власти снова пришли ярлы, не принадлежащие к династии Инглингов. Норвегия стала фактически частью Датской державы. Ситуация поменялась только через 15 лет, когда к власти в Норвегии пришёл троюродный брат Олафа Трюггвасона, Олаф Святой, завершивший процесс обращения людей в христианство и вновь объединивший страну.
Свольдерская битва вошла в число самых известных битв эпохи викингов. Факт битвы засвидетельствовали многие летописцы, а писатели и поэты (например, Сигурд Брейдфорд и Йенс Кристиан Дьюрхуус в XIX веке) в своих произведениях нередко вдохновлялись этим сюжетом, основанным на «Саге об Олаве сыне Трюггви». Бьёрнстьерне Бьёрнсон, норвежский поэт, сочинил известную поэму «Олаф Трюггвасон», в которой описал смерть короля. Битве у Свольдере в частности посвящена часть стихотворного цикла Г. У. Лонгфелло «Сага о короле Олафе».